# Han-lès-Juvigny
Han-lès-Juvigny település Franciaországban, Meuse megyében. Lakosainak száma 125 fő (2022. január 1.). Han-lès-Juvigny Vigneul-sous-Montmédy, Juvigny-sur-Loison, Montmédy és Quincy-Landzécourt községekkel határos.

## Népesség
A település népességének változása:
| Lakosok száma | 79   | 72   | 80   | 89   | 125  | 126  | 121  | 123  | 123  | 125  |
|               | 1968 | 1982 | 1990 | 2006 | 2013 | 2015 | 2017 | 2019 | 2020 | 2022 |